# Alma de Mexico
Aerolineas Mesoamericanas de Mexico (AlMa de México) war eine Billigfluggesellschaft, die ab 2006 Billigflüge in Mexiko anbot. Am 7. November 2008 stellte die Fluglinie ihren Flugbetrieb wieder ein.

## Geschichte
Am 21. Juni 2006 begann die Firma Alma de Mexico, über das Internet Billigflüge zu verkaufen. Im Preisvergleich konnte sich Alma de Mexico gegen die Billigfluglinien Interjet und Volaris etablieren. Am Samstag, dem 7. November 2008, teilte der Flughafenbetreiber Grupo Aeroportuario del Centro Norte mit, dass Alma de Mexico den Flugbetrieb einstellt und in Konkurs geht. Als Grund wurden die schweren Bedingungen genannt, mit denen die gesamte Branche seit mehreren Monaten zu kämpfen hatte.

## Flotte
Alma besaß zuletzt 12 Flugzeuge vom Typ Bombardier CRJ200. Zwei Bombardier CRJ900 mit Auslieferung Ende 2008 waren bestellt, doch im Rahmen der Insolvenz wurde diese Bestellung annulliert.